# Nationalparker i Sverige

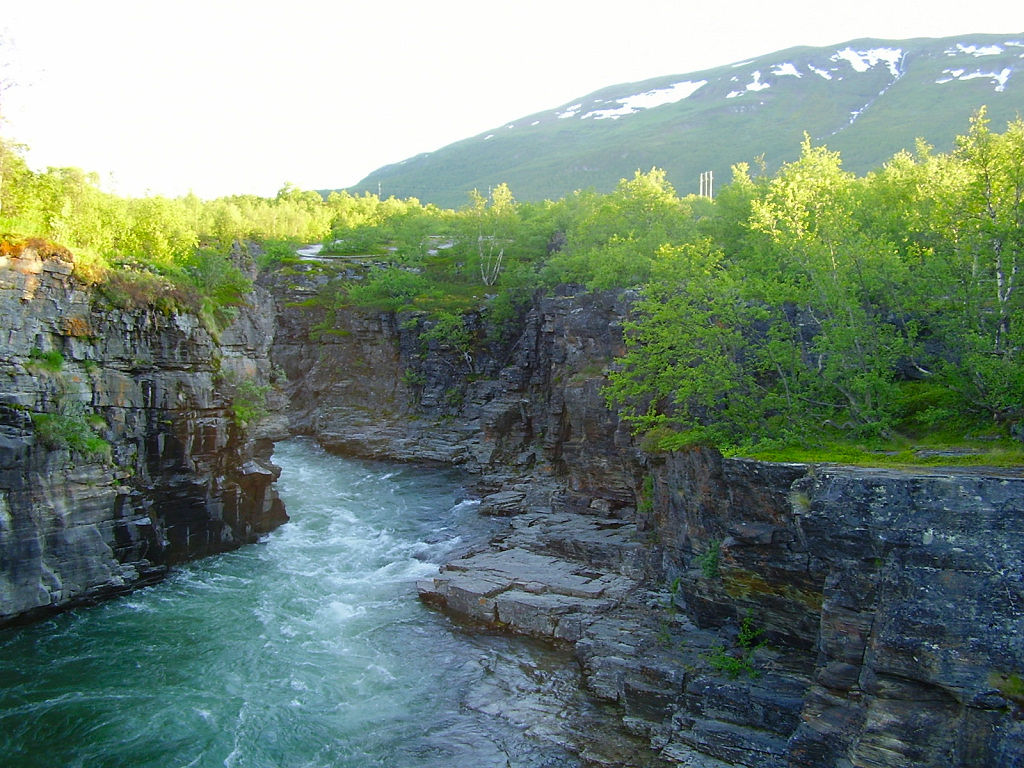
Abiskojåkka i Abisko nationalpark.

Nationalparker i Sverige är särskilt skyddsvärd natur som avsatts av svenska staten. Nationalpark är en kraftfullare men mindre flexibel skyddsform än naturreservat. Nationalparker måste ligga på statlig mark och regeringen fattar beslut om inrättande av dem efter godkännande av riksdagen. 
Förvaltare av nationalparkerna är med några undantag respektive länsstyrelse. Tyresta nationalpark förvaltas av Stiftelsen Tyrestaskogen och Kosterhavets nationalpark av Kosterdelegationen. Nationalparkerna i världsarvet Laponia: Sarek, Padjelanta (Badjelánnda), Stora Sjöfallet (Stuor Muorkke) och Muddus (Muttos), förvaltas under en prövotid av Laponia-förvaltningen (Laponiatjuottjudus). Länsstyrelserna i Örebro och Gävleborgs län förvaltar också de delar av Tivedens nationalpark respektive Färnebofjärdens nationalpark som ligger i angränsande län.
Det finns 30 nationalparker i Sverige år 2021, med sammanlagt cirka 7 000 km² landarea.
Den senaste nationalparken är Åsnens nationalpark i Kronobergs län som invigdes den 25 maj 2018.

## Historia
Sverige blev det första landet i Europa att inrätta nationalparker, när riksdagen den 24 maj 1909 avsatte mark till nio parker.
De första nio svenska nationalparkerna var Abisko, Garphyttan, Hamra, Pieljekaise, Sarek, Stora sjöfallet, Sånfjället, Ängsö och en del av Gotska Sandön.
Den 17 juni 2009 blev Kosterhavet Sveriges första marina nationalpark. Kung Carl XVI Gustaf invigde parken den 9 september i Strömstad. Även den norske kronprinsen deltog, för att markera samarbetet med systerparken Ytre Hvaler.
År 2009 var 100-årsjubileum för nationalparkerna och Sveriges första naturvårdslagstiftning. Detta kallades Naturens år. 2010 var den biologiska mångfaldens år och 2011 Skogens år.

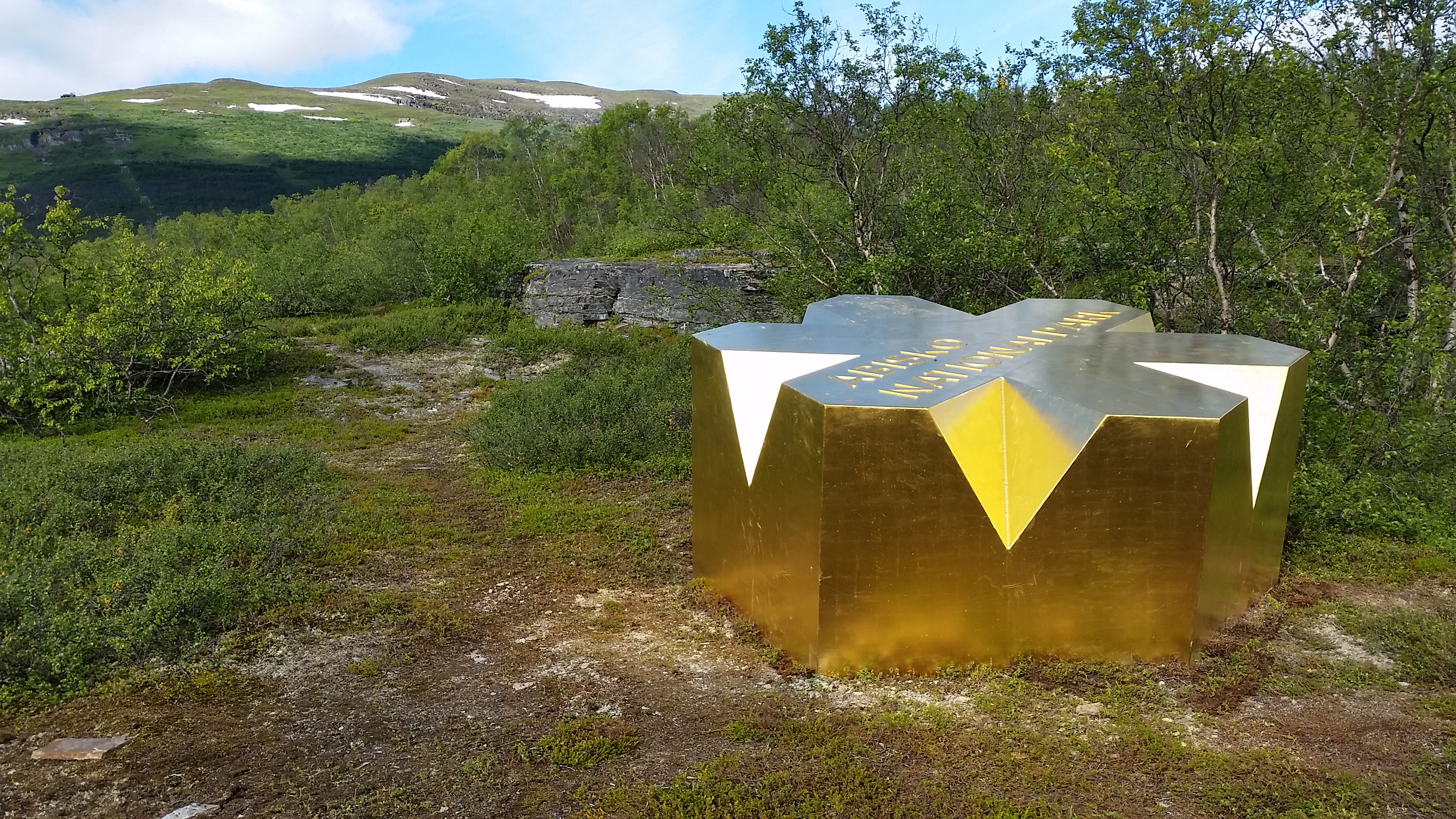
Guldkronan är symbolen för Sveriges nationalparker (Abisko, 2015).

År 2011 beslutade Naturvårdsverket att alla nationalparker ska utsmyckas med en så kallad guldkrona för att ge dessa en gemensam visuell identitet. Hamra nationalpark var den första att få en guldkrona 2011 och målet är att alla ska vara på plats till 2020.

## Kriterier och regler
Nationalparker ska enligt Naturvårdsverket uppfylla följande kriterier:
- representera utbredda och unika svenska landskapstyper i ett system över landet[7]
- omfatta hela landskapsavsnitt på normalt minst 1 000 hektar[7]
- till sin kärna och huvuddel vara natur med ursprunglig karaktär[7]
- vara storslagna eller särpräglade i sitt slag och vara intressanta som sevärdheter[7]
- ha höga naturvärden[7]
- kunna skyddas effektivt och samtidigt utnyttjas för forskning, friluftsliv och turism utan att naturvärden skadas.[7]

Parkerna har rättsligt områdesskydd enligt Miljöbalken (1988:908). Bestämmelser finns i miljöbalkens 7:e kapitel och i Nationalparksförordningen (1987:938).

## Sveriges nationalparker

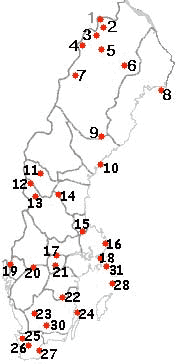
Nationalparker i landskapen.

| Park               | Beslutsår | Areal, hektar | Nummer på kartan | Län        | Motivering |
| ------------------ | --------- | ------------- | ---------------- | ---------- | --- |
| Abisko             | 1909      | 7 700         | 2                | BD         | bevara ett högnordiskt fjällandskap i dess naturliga tillstånd |
| Garphyttan         | 1909      | 111           | 17               | T          | bevara ett äldre odlingslandskap i väsentligen oförändrat skick |
| Gotska Sandön      | 1909      | 4 490         | 28               | I          | bevara ön i dess naturliga tillstånd |
| Hamra              | 1909      | 1 383         | 14               | X          | bevara områdets naturmiljö i väsentligen orört skick och värna ostörda naturupplevelser inom ett avsnitt bergkullslätt med urskogsartad skog,blandmyrkomplex och andra våtmarkstyper samt ett vattendrag med opåverkad hydrologi |
| Pieljekaise        | 1909      | 15 340        | 7                | BD         | bevara ett område med fjällbjörkskog i dess naturliga tillstånd |
| Sarek              | 1909      | 197 000       | 5                | BD         | bevara ett utpräglat högfjällandskap i dess naturliga tillstånd |
| Stora Sjöfallet    | 1909      | 127 800       | 3                | BD         | bevara ett högnordiskt fjällandskap i dess naturliga tillstånd |
| Sonfjället         | 1909      | 10 300        | 11               | Z          | bevara ett skogs- och fjällområde i de södra fjälltrakterna i dess naturliga tillstånd |
| Ängsö              | 1909      | 195           | 16               | A          | bevara ett äldre odlingslandskap i väsentligen oförändrat skick |
| Dalby Söderskog    | 1918      | 36            | 26               | M          | bevara vad som då beskrevs som en sydsvensk lövskog |
| Vadvetjåkka        | 1920      | 2 630         | 1                | BD         | bevara ett högnordiskt fjällandskap i dess naturliga tillstånd |
| Blå Jungfrun       | 1926      | 198           | 24               | H          | bevara ön i dess naturliga tillstånd |
| Norra Kvill        | 1927      | 114           | 22               | H          | i den sydsvenska barrskogsregionen bevara ett område med urskogsartad barrskog i dess naturliga tillstånd och för fri utveckling mot urskog                                                                                      |
| Töfsingdalen       | 1930      | 1 615         | 12               | W          | bevara ett blockmarks- och barrskogsområde i de södra fjälltrakterna i dess naturliga tillstånd |
| Muddus             | 1942      | 49 340        | 6                | BD         | bevara ett skogs- och myrlandskap i dess naturliga tillstånd |
| Padjelanta         | 1962      | 198 400       | 4                | BD         | bevara ett på sjöar och vidsträckta hedar rikt fjällandskap i dess naturliga tillstånd |
| Store Mosse        | 1982      | 7 850         | 23               | F          | bevara Sydsveriges största sammanhängande myrområde i väsentligen oförändrat skick, där sjö och myr med växtlighet och djurliv skall få utvecklas fritt                                                                          |
| Tiveden            | 1983      | 2 000         | 21               | O, T       | bevara ett sammanhängande skogs-, sjö- och sprickdalslandskap i orört skick och att därvid skogen skall få utvecklas mot urskog                                                                                                  |
| Skuleskogen        | 1984      | 2 360         | 10               | Y          | bevara ett starkt kuperat kustanknutet skogs-, hällmarks- och sprickdalslandskap i orört skick, där växtlighet och djurliv får utvecklas fritt                                                                                   |
| Stenshuvud         | 1986      | 390           | 27               | M          | bevara ett storslaget naturområde med stora geologiska och biologiska skyddsvärden och som är av stor betydelse för det rörliga friluftslivet                                                                                    |
| Björnlandet        | 1991      | 2 369         | 9                | AC         | bevara ett värdefullt berg- och urskogsområde |
| Djurö              | 1991      | 2 400         | 20               | O          | bevara ett skärgårdslandskap i Vänern i väsentligen oförändrat skick |
| Tyresta            | 1993      | 1 964         | 18               | A          | bevara ett representativt sprickdalslandskap med omfattande urskogar och värdefull natur i övrigt |
| Haparanda skärgård | 1995      | 6 000         | 8                | BD         | bevara ett unikt skärgårdslandskap i väsentligen orört skick |
| Tresticklan        | 1996      | 2 897         | 19               | O          | bevara ett sprickdalslandskap av ödemarkskaraktär med omfattande naturskogar med en låg grad av kulturpåverkan |
| Färnebofjärden     | 1998      | 10 100        | 15               | C, X, W, U | bevara ett unikt älvlandskap med omgivande värdefulla skogar och våtmarker i väsentligen orört skick |
| Söderåsen          | 2001      | 1 625         | 25               | M          | bevara ett större sammanhängande område av det sydsvenska horstlandskapet i väsentligen oförändrat skick |
| Fulufjället        | 2002      | 38 500        | 13               | W          | bevara ett sydligt fjällområde med särpräglad vegetation och stora naturvärden i väsentligen oförändrat skick |
| Kosterhavet        | 2009      | 38 878        | 29               | O          | bevara ett särpräglat och artrikt havs- och skärgårdsområde samt angränsande landområden i väsentligen oförändrat skick |
| Åsnen              | 2018      | 1 873         | 30               | G          | bevara ett representativt, variationsrikt och biologiskt värdefullt sydsvenskt skogs- och sjölandskap där växt- och djurlivet i stor utsträckning är orört.                                                                      |

## Framtida planer
Naturvårdsverket föreslog 2008 att 13 nya nationalparker skulle bildas och sju redan befintliga utvidgas. Denna plan ersätter den tidigare nationalparksplanen från 1989.
I sin planering 2015 prioriterade Naturvårdsverket arbetet med fem nya nationalparker: 
- Reivo
- Nämdöskärgården
- Vålådalen-Sylarna (Naturvårdsverket beslutade 2019 att lägga ner försöken till att bilda nationalpark inom området.[7][10])
- Bästeträsk

Tre nationalparkers utvidgning prioriteras:
- Björnlandet
- Tiveden
- Gotska Sandön

År 2021 pågick förberedande arbete för bildande av två nya nationalparker:
- Nämdöskärgården i Stockholms skärgård
- Bästeträsk på norra Gotland

I juni 2022 gav regeringen Naturvårdsverket uppdraget att genomföra ett förberedande arbete för att föreslå bildande av nationalpark för delar av ekoparkerna Böda, Hornsö, Halle- och Hunneberg och Hornslandet.